# Ligue de Tunisie de Football Association
La Ligue de Tunisie de Football Association (LTFA) ou plus simplement Ligue de Tunisie de football est une ancienne fédération sportive chargée d'organiser dans le protectorat français de Tunisie les compétitions de football pour toutes les catégories d'âges en plus d'une dite « corporative » (pour les entreprises), regroupant les clubs de football et organisant les compétitions locales.
Créée en 1921, elle devient membre de l'Union des Ligues nord-africaines de football en 1922. Elle est remplacée après l'indépendance de la Tunisie par la Fédération tunisienne de football.

## Présidents
- 1923-1927 : Bernard Sebout
- 1927-1928 : Paul Ghez (he)
- 1928-1929 : Georges Roche
- 1929-1933 : Marcel Groët
- 1947-1948 : Pietri Padoue
- 1948-1949 : Chedly Zouiten
- 1949-1950 : Pietri Padoue
- 1950-1951 : Abdelmalek Ben Achour
- 1951-1952 : Pietri Padoue
- 1952-1956 : Abdelmalek Ben Achour

## Comités

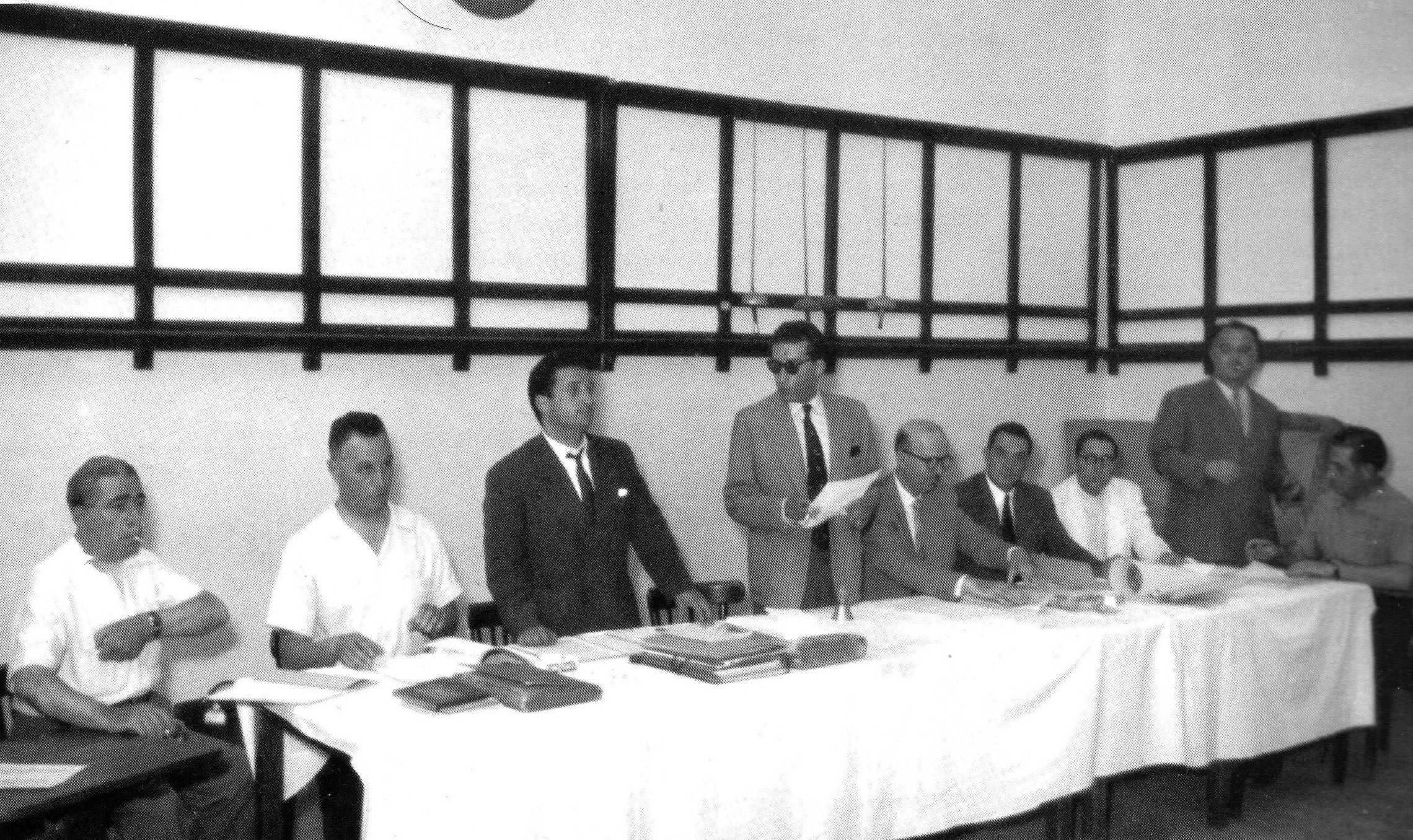
Réunion du comité de la LTFA, avec notamment Abdelmalek Ben Achour et Chedly Zouiten.

Les premiers comités sont presque exclusivement composés de non-Tunisiens. Le premier Tunisien à obtenir le privilège d'être membre de la LTFA est Hamadi Bendif, ancien gardien de but du Racing Club de Tunis puis arbitre. Il fait notamment partie du comité de 1923-1924 composé de Bernard Sebout (président), Georges Roche, Adolphe Bellaiche, Armand Rey et Louis Nicolas (vice-présidents), Marius Grasset (trésorier), Victor Soria (trésorier adjoint), Vincent Vella et Hamadi Bendif (membres).
À partir de 1928, un membre tunisien est toujours présent au sein du comité directeur : Ridha Kamoun (secrétaire général de l'Espérance sportive) en 1928-1929, Hassen Karoui (trésorier du Club africain de 1929 à 1931, Jameleddine Bousnina en 1931-1932, Chedly Zouiten en 1932-1933, etc.
Après la Seconde Guerre mondiale, le principe de la parité Tunisiens - Français est adopté, ainsi que l'alternance pour la présidence. Les cinq Tunisiens élus sont généralement Chedly Zouiten, Abdelmalek Ben Achour, Salomon Pariente, Hmida Hentati et Belhassen Chedly ou Abdelhamid Bellamine.
Pour la saison 1950-1951, le comité de la LTFA est constitué d'Abdelmalek Ben Achour (président), Albert Valentin, Chedly Zouiten et Pietri Padoue (vice-présidents), Salomon Pariente (secrétaire général), Marc Orsoni (secrétaire général adjoint), Hmida Hentati (trésorier), René Charrac (trésorier adjoint), Eugène Scemama et Belhassen Chedly (membres), et Joseph Farina (secrétaire administratif). Pour la saison 1951-1952, compte tenu de la règle de renouvellement partiel, Valentin, Hentati, Charrac et Chedly quittent le comité en vue de nouvelles élections qui ont lieu le 24 juin 1951 ; les trois premiers sont réélus alors que Chedly cède sa place à Mohamed Boudhina. La répartition des tâches est modifiée dans le cadre de l'alternance de la présidence entre un Tunisien et un Français : Pietri Padoue (président), Abdelmalek Ben Achour et Chedly Zouiten (vice-présidents), Salomon Pariente (secrétaire général), Marc Orsoni (secrétaire général adjoint), Hmida Hentati (trésorier), René Charrac (trésorier adjoint), Eugène Scemama, Albert Valentin et Mohamed Boudhina (membres), et Joseph Farina (secrétaire administratif).
De 1952 à 1954, Abdelmalek Ben Achour assure la présidence et se voit à nouveau réélu lors de l'assemblée du 20 juin 1954 qui aboutit au comité suivant : Ben Achour (président), Pietri Padoue, Chedly Zouiten et Albert Valentin (vice-présidents), Marc Orsoni (secrétaire général adjoint), Hmida Hentati (trésorier), René Charrac (trésorier adjoint), Eugène Scemama et Abdelhamid Bellamine (membres). Le même comité dans sa totalité est renouvelé pour la dernière saison, en 1955-1956. Il est aidé par des commissions spécialisés présidées par Mohamed Jouini (coupe et championnat), Boubaker Souaî (arbitres), Jules Barouh (administration de la Caisse de sécurité mutuelle), Maurice Zarka (discipline), Édouard Scaramuzza (jeunes), Mohamed Deghim (commission corporative), Marc Orsoni (commission technique), Salomon Pariente (organisation) et Mahmoud Bedir (règlements et qualifications).

## Premiers clubs affiliés
43 clubs se sont affiliés à la LTFA lors de sa création et ont été répartis comme suit :
- Division I :
  - Association sportive de l'École coloniale d'agriculture
  - Avant-garde de Tunis
  - Lutins de Tunis
  - Melita Sports
  - Racing Club de Tunis
  - Sporting Club de Tunis
  - Union sportive tunisienne
  - Stade gaulois
- Promotion I :
  - Amical Club de Tunis
  - Club athlétique de Tunis
  - Club athlétique des sports généraux
  - Club sportif des cheminots
  - Espérance sportive
  - Jeune France de Tunis
  - Jeunesse sportive de Tunis
  - Union goulettoise
- Division II :
  - Club africain
  - Jeanne d'Arc de Tunis
  - Gauloise de Tunis
  - La Radésienne
  - Red Star Club de l'Ariana
  - Svic Club de Tunis
- Promotion II :
  - Africa Sports de Tunis
  - Arago Club de Tunis
  - Club sportif du Belvédère
  - Gallia Club
  - Orientale de Tunis
  - Alliance sportive
  - Kram olympique
  - Medjerdah de Medjez el-Bab
  - Tunis Sport
  - Union sportive béjaoise
- District Centre et Sud :
  - Sfax olympique
  - France de Sfax
  - Éclaireurs de France de Sfax
  - Union sportive soussienne
  - Métlaoui Sports
- District Nord :
  - Club olympique de Bizerte
  - Bijouville Club de Bizerte
  - Stade ferryvillois
  - Sporting Club de Ferryville
  - Club sportif du travail de Ferryville
  - Stade mateurois

## Palmarès

### Championnat
- 1921-1922 : Racing Club
- 1922-1923 : Stade gaulois
- 1923-1924 : Stade gaulois
- 1924-1925 : Racing Club
- 1925-1926 : Sporting Club
- 1926-1927 : Stade gaulois
- 1927-1928 : Sporting Club
- 1928-1929 : Avant-garde de Tunis
- 1929-1930 : Union sportive tunisienne
- 1930-1931 : Union sportive tunisienne
- 1931-1932 : Italia de Tunis
- 1932-1933 : Union sportive tunisienne
- 1933-1934 : Sfax railway sport
- 1934-1935 : Italia de Tunis
- 1935-1936 : Italia de Tunis
- 1936-1937 : Italia de Tunis
- 1937-1938 : Savoia de La Goulette
- 1938-1939 : Club sportif gabésien
- 1939-1940 : pas de compétition
- 1940-1941 : pas de compétition
- 1941-1942 : Espérance de Tunis
- 1942-1943 : pas de compétition
- 1943-1944 : pas de compétition
- 1944-1945 (critérium de guerre) : Club athlétique bizertin
- 1945-1946 (critérium de guerre) : Club athlétique bizertin
- 1946-1947 : Club africain
- 1947-1948 : Club africain
- 1948-1949 : Club athlétique bizertin
- 1949-1950 : Étoile sportive du Sahel
- 1950-1951 : Club sportif de Hammam Lif
- 1951-1952 : Championnat non terminé
- 1952-1953 (critérium) : Sfax railway sport
- 1953-1954 : Club sportif de Hammam Lif
- 1954-1955 : Club sportif de Hammam Lif
- 1955-1956 : Club sportif de Hammam Lif
- 1956-1957 : Stade tunisien

### Coupe
- 1922-1923 : Avant-garde de Tunis
- 1923-1924 : Racing Club de Tunis
- 1924-1925 : Stade gaulois
- 1925-1926 : Sporting Club de Tunis
- 1926-1927 : Stade gaulois
- 1927-1928 : Aucune compétition
- 1928-1929 : Aucune compétition
- 1929-1930 : Union sportive tunisienne
- 1930-1931 : Union sportive tunisienne
- 1931-1932 : Racing Club de Tunis
- 1932-1933 : Union sportive tunisienne
- 1933-1934 : Union sportive tunisienne
- 1934-1935 : Union sportive tunisienne
- 1935-1936 : Italia de Tunis
- 1936-1937 : Stade gaulois
- 1937-1938 : Sporting Club de Tunis
- 1938-1939 : Espérance sportive
- 1939-1940 : Aucune compétition
- 1940-1941 : Aucune compétition
- 1941-1942 : Union sportive de Ferryville
- 1942-1943 : Aucune compétition
- 1943-1944 : Aucune compétition
- 1944-1945 : Olympique de Tunis
- 1945-1946 : Patrie Football Club bizertin
- 1946-1947 : Club sportif de Hammam Lif
- 1947-1948 : Club sportif de Hammam Lif
- 1948-1949 : Club sportif de Hammam Lif
- 1949-1950 : Club sportif de Hammam Lif
- 1950-1951 : Club sportif de Hammam Lif
- 1951-1952 : Aucune compétition
- 1952-1953 : Aucune compétition
- 1953-1954 : Club sportif de Hammam Lif
- 1954-1955 : Club sportif de Hammam Lif